# 冨原眞弓
冨原 眞弓（とみはら まゆみ、1954年1月11日 - 2025年2月）は、フランス哲学研究者、スウェーデン文学者、聖心女子大学教授。
兵庫県立西脇高等学校卒業。1976年上智大学外国語学部英語科卒。同大学院博士前期課程修了。79年からパリ・ソルボンヌ大学大学院に学び、82年修了、哲学博士。聖心女子大学哲学科講師、助教授、教授。シモーヌ・ヴェイユが専門だが、1989年にトーベ・ヤンソンの作品に出会い、原著を読むためスウェーデン語を習得し、作品の翻訳・研究を多数手掛ける。1998年に日本翻訳家協会文化奨励賞受賞。

## 著書
- 『ヴェーユ 人と思想』清水書院 Century books 1992、新装版2015
- 『ムーミン谷へようこそ いつでも、だれでも、好きなだけ』ベストセラーズ 1995 新書判　
  - 改題『ムーミン谷のひみつ』ちくま文庫 2008
- 『シモーヌ・ヴェイユ－力の寓話』青土社 2000
- 『シモーヌ・ヴェイユ』岩波書店 2002、新版2012／岩波現代文庫 2024
- 『ムーミンを読む』講談社 2004／ちくま文庫 2014
- 『ムーミンのふたつの顔』筑摩書房 2005／ちくま文庫 2011
- 『トーヴェ・ヤンソンとガルムの世界 ムーミントロールの誕生』青土社 2009
- 『ムーミン谷のひみつの言葉』筑摩書房 2009
- 『ミンネのかけら　ムーミン谷へとつづく道』岩波書店 2020
- 『トーヴェ・ヤンソン　ムーミン谷の、その彼方へ』筑摩書房 2025.7

### 編著
- 『ムーミンを生んだ芸術家 トーヴェ・ヤンソン』芸術新潮編集部と共編、新潮社 2014

### 共著
- 『地球化時代のキリスト教 自己変成の途(宗教文明叢書 4)』聖心女子大学キリスト教文化研究所編　春秋社　1998　- 「<根づき>と<根こぎ>の文明論」富原真弓 p137-156
- 『共生と平和への道 報復の正義から赦しの正義へ(宗教文明叢書 6)』聖心女子大学キリスト教文化研究所編 春秋社 2005 - 「正義を担保する注意力　－シモーヌ・ヴェイユにみる宗教と科学の効能－」冨原眞弓 p239-252
- 『本を生きる』小林章夫編 上智大学出版 2008 - 「タゴールからヴェイユへ」冨原眞弓 p73-79
- 『Mei Vol.02(2013Spring) 特集ムーミンを生んだ作家トーベ・ヤンソンの世界』メディアファクトリー 2013 - 「『ムーミン』を7つの異世界キーワードで読み解く」冨原眞弓 p8-21

### 解説
- 『ムーミン谷の彗星』新装版 下村隆一訳・解説、山室静解説、冨原眞弓解説 講談社文庫 2011、新版2025
  - ムーミン谷の魅力1『ムーミン谷の彗星』風変わりでも、かまわない
- 『たのしいムーミン一家』新装版 山室静訳・解説、冨原眞弓解説 講談社文庫 2011、新版2025
  - ムーミン谷の魅力2『たのしいムーミン一家』くるり、びっくり、もとどおり
- 『ムーミンパパの思い出』新装版 小野寺百合子訳・解説、冨原眞弓解説 講談社文庫 2011、新版2025
  - ムーミン谷の魅力3『ムーミンパパの思い出』うそも、まことも、なんでもあり
- 『ムーミン谷の夏まつり』新版 下村隆一訳・解説、冨原眞弓解説 講談社文庫 2011、新版2025 
  - ムーミン谷の魅力4　『ムーミン谷の夏まつり』この世は舞台、ひとはみな訳者
- 『ムーミン谷の冬』新装版 山室静訳・解説、冨原眞弓解説 講談社文庫 2011、新版2025
  - ムーミン谷の魅力5　『ムーミン谷の冬』トロールのサーガ、または「冬もまた楽し」
- 『ムーミン谷の仲間たち』新装版 山室静訳・解説、冨原眞弓解説 講談社文庫 2011、新版2025
  - ムーミン谷の魅力6　『ムーミン谷の仲間たち』だれにも、変わる、瞬間がある
- 『ムーミンパパ海へいく』新装版 小野寺百合子訳・解説、冨原眞弓解説 講談社文庫 2011
  - ムーミン谷の魅力7　『ムーミンパパ海へいく』変わるひと、変わらないひと
- 『ムーミン谷の十一月』新装版 鈴木徹郎訳・解説、冨原眞弓解説 講談社文庫 2011 
  - ムーミン谷の魅力8　『ムーミン谷の十一月』からっぽのムーミン谷にひびく、六つの音色

### 監修
- 『南の海で楽しいバカンス』トーベ・ヤンソン原作、ハンナ・ヘミラ作、カタリーナ・ヘイララ作、末延弘子訳、冨原眞弓監修 筑摩書房 2015

### 翻訳
- シモーヌ・ヴェーユ『ギリシアの泉』みすず書房 1988、新版・みすずライブラリー 1998
- トーベ・ヤンソン『彫刻家の娘』講談社 1991 - 自伝的小説
- シモーヌ・ヴェーユ『カイエ 4』みすず書房 1992
- シモーヌ・ヴェーユ『カイエ 3』みすず書房 1995 - 全4巻
- トーベ・ヤンソン『ムーミン童話全集 別巻 小さなトロールと大きな洪水』
  - 講談社 1992、全集版 2020、講談社青い鳥文庫 1999 新装版2015、講談社文庫 2011、新版2025
  - 訳者あとがき、解説「ムーミン谷の魅力9　『小さなトロールと大きな洪水』始まりの予感」（講談社文庫新装版2011、新版2025）
- クリスティーナ・ビョルク『テディベアの書いた本』世界文化社 1995
- 『トーベ・ヤンソン・コレクション 1 軽い手荷物の旅』筑摩書房 1995
- 『トーベ・ヤンソン・コレクション 2 誠実な詐欺師』筑摩書房 1995／ちくま文庫 2006
- 『トーベ・ヤンソン・コレクション 3 クララからの手紙』筑摩書房 1996
- 『トーベ・ヤンソン・コレクション 4 石の原野』筑摩書房 1996
- 『トーベ・ヤンソン・コレクション 5 人形の家』筑摩書房 1997
- 『トーベ・ヤンソン・コレクション 6 太陽の街』筑摩書房 1997
- 『トーベ・ヤンソン・コレクション 7 フェアプレイ』筑摩書房 1997
- 『トーベ・ヤンソン・コレクション 8 聴く女』筑摩書房 1998
- トーベ・ヤンソン『島暮らしの記録』筑摩書房 1999
- トーベ・ヤンソン/ラルス・ヤンソン『ムーミン・コミックス』筑摩書房（全14巻）、2000-2001
  - 『ムーミン谷へようこそ　コミックスセレクション1』ちくま文庫 2015
  - 『ムーミン一家のふしぎな旅　コミックスセレクション2』ちくま文庫 2015
  - 『英語対訳　ムーミン・コミックス』安達まみ共訳 筑摩書房 2020
- 上智大学中世思想研究所編訳・監修『中世思想原典集成 15 女性の神秘家』平凡社 2002 - 「幻視と教えの書」フォリーニョのアンジェラ著、富原真弓訳 p575-602
- 編訳『ヴェイユの言葉』みすず書房<大人の本棚> 2003、新装版 2019
- ヴェイユ『自由と社会的抑圧』岩波文庫 2005
- 編訳『トーベ・ヤンソン短篇集』ちくま文庫 2005
- カリン・ボイエ『カロカイン 国家と密告の自白剤』みすず書房 2008
- フィル・キルロイ『マドレーヌ=ソフィー・バラ キリスト教女子教育に捧げられた燃ゆる心』安達まみ共訳 みすず書房 2008
- トーヴェ・ヤンソン『ムーミン画集 ふたつの家族』講談社 2009
- ヴェイユ『根をもつこと』岩波文庫（上下） 2010
- 編訳『黒と白 トーベ・ヤンソン短篇集』ちくま文庫 2012
- 『シモーヌ・ヴェイユ選集』みすず書房 2012-2013
  - 『選集 1 初期論集 哲学修業』
  - 『選集 2 中期論集 労働・革命』
  - 『選集 3 後期論集 霊性・文明論』
- アストリッド・リンドグレーン『長くつ下のピッピ 新訳』角川つばさ文庫 2013
- 『Mei Vol.02(2013Spring) 特集ムーミンを生んだ作家トーベ・ヤンソンの世界』メディアファクトリー 2013 - 再訳「エンメリーナ」トーベ・ヤンソン文、冨原眞弓訳 p28-43
- 『旅のスケッチ トーベ・ヤンソン初期短篇集』筑摩書房 2014
- クヌート・ハムスン『ヴィクトリア』岩波文庫 2015
- ヴェイユ『重力と恩寵』岩波文庫 2017
- ヴェイユ『工場日記』みすず書房 2019

## 注
1. ↑  “冨原眞弓”.   筑摩書房. 2025年6月29日閲覧。
2. ↑  “X投稿”.   筑摩書房. 2025年6月29日時点のオリジナルよりアーカイブ。2025年6月29日閲覧。
3. ↑  朝日新聞1996.09.14、大阪地方版／兵庫  特集記事
4. ↑  『現代日本人名録』2002年
5. ↑  “ムーミンを読む”.   紀伊国屋書店. 2025年6月29日閲覧。